# 뷰ㅌ-
뷰ㅌ-(영어: but-)은 화학에서 사용되는 접두사이다. 이 용어는 화합물이 뷰테인으로부터 유도되었거나 "뷰틸"기를 포함하고 있음을 나타낸다. 
이 용어는 유기 화합물의 이름을 결정시 축방향의 원자를 셀 때 숫자 4과 같은 역할을 한다. 예를 들어 뷰테인은 탄소가 4개인 알케인이다.

## 같이 보기
- 메ㅌ-
- 에ㅌ-
- 프로ㅍ-